# Heterotis
Heterotis là chi thực vật có hoa trong họ Mua.

## Danh sáhc loài
- Heterotis amplexicaulis
- Heterotis angolensis
  - Heterotis angolensis var. bambutorum
- Heterotis antennina
- Heterotis arenaria
- Heterotis buettnerana
- Heterotis canescens
- Heterotis capitata
- Heterotis cinerascens
- Heterotis cornifolia
- Heterotis decumbens
- Heterotis entii
- Heterotis jacquesii
- Heterotis laevis
- Heterotis obamae
- Heterotis plumosa
- Heterotis pobeguinii
- Heterotis prostrata
- Heterotis pygmaea
- Heterotis rotundifolia
- Heterotis rupicola
- Heterotis segregata
- Heterotis seretii
- Heterotis sylvestris
- Heterotis theaefolia
- Heterotis triplinervia
- Heterotis vogelii